# Roman Kotlarz
Roman Kotlarz (ur. 17 października 1928 w Koniemłotach, zm. 18 sierpnia 1976 w Radomiu) – polski ksiądz diecezji sandomierskiej, kaznodzieja, działacz opozycji w PRL, uczestnik w 1976 protestu robotników tzw. wydarzeń radomskich, prześladowany, a następnie pobity przez Służbę Bezpieczeństwa, ofiara represji komunistycznych oraz Sługa Boży Kościoła katolickiego.

## Życiorys

### Lata dzieciństwa i młodości
Urodził się 17 października 1928 w Koniemłotach koło Staszowa (diecezja sandomierska) jako najmłodsze dziecko z sześciorga rodzeństwa małżeństwa rolników Szczepana i Walerii z d. Czerwiec. 12 listopada tegoż roku został ochrzczony z rąk ks. Franciszka Furmańskiego w kościele Wniebowzięcia NMP w Koniemłotach. Jego dom rodzinny sąsiadował z kościołem parafialnym, co wpłynęło na jego późniejsze losy i powołanie, kiedy już w wieku kilku lat chciał zostać księdzem. W 1935 rozpoczął naukę w szkole podstawowej, a od 1942 uczył się na tajnych kompletach w Staszowie. Po rozpoczęciu ofensywy Armii Czerwonej na zachód, 15 sierpnia 1944, rodzina Kotlarzów została przesiedlona w okolice Połańca. Uczył się później w Busku-Zdroju, zdobywając w 1947 tzw. małą maturę. Następnie w Staszowie i w IV Liceum i Gimnazjum im. Henryka Sienkiewicza w Krakowie, gdzie otrzymał w 1949 świadectwo dojrzałości.

### Powołanie kapłańskie
1 sierpnia 1949 został przyjęty do Częstochowskiego Seminarium Duchownego w Krakowie i jako kleryk uczęszczał na wykłady, na Uniwersytecie Jagiellońskim. W 1952 przeniósł się do Seminarium Duchownego w Sandomierzu i tam 8 grudnia 1953 otrzymał święcenia diakonatu, a następnie 30 maja 1954 święcenia prezbiteratu w katedrze sandomierskiej z rąk bp. Jana Kantego Lorka.
Po otrzymaniu święceń kapłańskich przydzielono go do pracy wikariusza w parafii św. Zygmunta w Szydłowcu (1954–1956), a następnie do parafii św. Mikołaja w Żarnowie k. Opoczna (1956–1958), po czym skierowano go do parafii św. Floriana w Koprzywnicy k. Tarnobrzega (1958–1959), a w latach 1959–1961 był w parafiach: św. Leonarda w Mircu, św. Władysława w Kunowie i św. Wawrzyńca w Nowej Słupi. W okresie 1961–1976 był wikariuszem i proboszczem w parafii Matki Bożej Częstochowskiej w Pelagowie k. Radomia.

### Prześladowania przez Służbę Bezpieczeństwa
Już w pierwszej parafii w Szydłowcu ujawnił się jego talent oratorski, jako kaznodziei. Jego bardzo emocjonalne kazania przyciągały tłumy wiernych. Jedno z nich stało się przyczyną pierwszego poważnego konfliktu z władzami. 17 stycznia 1956 do Kurii Biskupiej w Sandomierzu wpłynęło pismo Prezydium Wojewódzkiej Rady Narodowej w Kielcach domagające się udzielenia ks. Kotlarzowi upomnienia za cztery słowa, w których miał poniżyć miejscowych nauczycieli, co było potem powodem przeniesienia go decyzją biskupa sandomierskiego na inną placówkę. W kolejnych parafiach podobnie wygłaszał kontrowersyjne – zdaniem władz państwowych – kazania, które podobały się wiernym, ale były źle odbierane przez władze jako antypaństwowe. Na jednej z mszy stwierdził:

Zginął Herod strawiony za życia przez robactwo, zginął Hitler, biada każdemu, kto z Bogiem wojuje.

A innym razem powiedział wiernym:

Nie wierzcie w to, co wam mówią w szkołach, że Boga nie ma i nie było na ziemi. Bóg był, jest i będzie, a historia jest zmienna. Jaki by nie był rząd, który prześladuje Kościół katolicki, długo nie powojuje… Państwo, które wojuje z Bogiem, upaść musi tak jak Hitler.

Znajdował się pod stałą obserwacją i inwigilacją funkcjonariuszy i tajnych współpracowników Służby Bezpieczeństwa. W swoim kościele wygłaszał kazania patriotyczne, nagrywane i analizowane przez bezpiekę.
20 maja 1959 zażądano jego odwołania z parafii w Koprzywnicy za „wypowiadanie złośliwych dygresji pod adresem obecnego ustroju i władz państwowych”. Zawiązał się wtedy Komitet Społeczny Obrony Księdza Romana Kotlarza, którego członkowie – nie bacząc na osobiste ryzyko – zaczęli zabiegać u władz o zmianę zarządzeń wobec niego. Kuria po zwróceniu mu uwagi starała się uniknąć konfrontacji z władzami państwowymi, decydując się raczej na jego przeniesienie, na inną parafię. W sierpniu 1961 trafił do kolejnej parafii w Pelagowie, położonej w bezpośrednim sąsiedztwie Potkanowa, przemysłowej dzielnicy Radomia. Objął w niej stanowisko wikariusza i zastępcy nieobecnego ze względu na stan zdrowia proboszcza ks. Michała Skowrona. Pełnił tu m.in. posługę duszpasterską dla chorych w pobliskim Wojewódzkim Zespole Psychiatrycznym w Krychnowicach. Jeździł tam 2–3 razy w tygodniu (zazwyczaj furmanką lub rowerem) i odprawiał mszę świętą w szpitalnej stołówce. 
Stan jego zdrowia zaczął się z końcem lat 50. znacznie pogarszać. Jeszcze przed przybyciem do Pelagowa (w 1960 i na początku 1961) przeszedł dwie operacje: częściowej resekcji żołądka i dwunastnicy oraz wyrostka robaczkowego. Potem wielokrotnie poddawał się leczeniu szpitalnemu.
8 listopada 1965 w reakcji na coraz bardziej pogarszające się stosunki między władzami państwowymi a Kościołem, dokonał publicznego aktu oddania parafii Pelagów w niewolę Matce Bożej za wolność Kościoła.
Pomimo ostrzeżeń i napomnień jego niezłomna postawa w obronie praw Kościoła i wiernych była ponownie poddana kolejnej próbie szykan i prześladowań. W piśmie z dnia 5 maja 1970 Prezydium Wojewódzkiej Rady Narodowej (Wydział do spraw Wyznań), poinformowało Kurię Biskupią w Sandomierzu o wszczęciu postępowania w sprawie „szkodliwej dla państwa działalności ks. Romana Kotlarza z Pelagowa.
W tym okresie podlegał obserwacji w ramach tzw. teczki ewidencji operacyjnej księdza (TEOK). W zasobach archiwalnych delegatury Instytutu Pamięci Narodowej w Kielcach historycy natrafili na pochodzące z 1958 pismo zastępcy komendanta powiatowego Milicji Obywatelskiej ds. SB w Opocznie do naczelnika Wydziału III SB KW MO w Kielcach przekazujące sprawę „ewidencyjno-obserwacyjną” przeciwko księdzu Kotlarzowi zarejestrowaną pod numerem 1856.

### Wydarzenia radomskie
25 czerwca 1976 na ulice Radomia wyszli robotnicy z zakładów pracy. Był to protest przeciwko decyzji rządu zapowiadającej drastyczne podwyżki cen żywności. Pokojowa manifestacja przerodziła się w godzinach popołudniowych w zamieszki i walki uliczne, brutalnie stłumione przez milicję.
W tym dniu ks. Kotlarz pojechał do Radomia, gdzie wybierał się na obiad, który zazwyczaj jadał w stołówce dla księży prowadzonej przez zakonnice w parafii św. Jana Chrzciciela przy ul. Wałowej. W drodze natknął się na tłum robotników kierujących się w stronę siedziby Komitetu Wojewódzkiego Polskiej Zjednoczonej Partii Robotniczej przy ul. 1 Maja i został przez robotników wciągnięty w szereg. Przy kościele Świętej Trójcy, w pobliżu Aresztu Śledczego, opuścił pochód i ze schodów pobłogosławił robotników znakiem krzyża.
Po powrocie do Pelagowa, będąc pod wrażeniem manifestacji, a także wiadomości o represjach stosowanych przez władze, wygłosił kilka kazań upominających się o prawa robotników. Część z nich została nagrana przez SB. Na jednym z nich (11 lipca 1976) tak m.in. mówił: 

Najmilsi, razem z wami byłem obecny na ulicach miasta Radomia, błogosławiłem wasze szeregi, wasze trudy, wasze słuszne prawa. (...) Ukochani, jesteśmy zobowiązani wobec tych naszych braci Polaków, którzy w tej chwili ogromne cierpią katorgi. Nie wolno nam milczeć, nie wolno nam nie modlić się za nich. (...) Chleba naszego powszedniego daj nam, tak wołał Radom, tak żeśmy wspólnie wołali razem. Ja z wami.

21 lipca 1976 do Kurii Diecezjalnej w Sandomierzu wpłynęło kolejne już pismo Wydziału do spraw Wyznań Urzędu Wojewódzkiego w Radomiu w sprawie „szkodliwej dla państwa działalności ks. Romana Kotlarza z Parafii rzymskokatolickiej w Pelagowie”.

### U schyłku życia
W tym okresie nasiliły się prześladowania i szykany księdza. 12 lipca 1976 w Prokuraturze Wojewódzkiej w Radomiu został poinformowany o konsekwencjach jego działań przez prokuratora Zbigniewa Młynarczyka  z Prokuratury Generalnej w Warszawie. W połowie lipca 1976 pod plebanię w Pelagowie przybyli w samochodach nieznani ludzie, którzy następnie go zbili i torturowali.
15 sierpnia 1976, odprawiając mszę świętą, zasłabł i ze słowami „Matko, ratuj!”, osunął się na ziemię, tracąc przytomność. Nazajutrz przyjęto go do szpitala w Krychnowicach z rozpoznaniem nerwicy, po czym jego stan uległ systematycznemu pogorszeniu, w następstwie czego zmarł 18 sierpnia około godziny 8:00.
Sekcja zwłok wykazała, że przyczyną zgonu była niewydolność mięśnia sercowego. Pomimo wielu świadectw znęcania się nad nim, lekarze nie stwierdzili obrażeń mogących powstać po pobiciu, które by były bezpośrednią przyczyną jego śmierci.
20 i 21 sierpnia 1976 odbyły się uroczystości pogrzebowe, najpierw w Pelagowie, a potem w Koniemłotach. Przybrały one charakter manifestacji politycznej. Wiernych na pogrzebie było tak wielu, że nabożeństwo żałobne – odprawiane przez sufragana sandomierskiego bp. Walentego Wójcika – musiało się odbyć pod gołym niebem. W swoim testamencie, sporządzonym w 1967 tak m.in. napisał:

W imię Boga. Amen. Za łaskę życia w sakramentalnym kapłaństwie Bogu niech będą dzięki. Sam osobiście – i innych o to proszę po mej śmierci – by wynagradzali Bogu Ojcu za niewypełnianie z godnością swych wielkich obowiązków w kapłaństwie. Proszę o pamięć w modlitwach i we Mszy św. – za moje winy i upadki – zawsze natychmiast oczyszczałem się bardzo często w Sakramencie Pokuty – o Komunię św. proszę w mej intencji. Z nikim się nie gniewam, wszystkich przepraszam za doznane ode mnie przykrości – i sam wszystkim daruję, niczego nie chcę pamiętać. Gdy Bóg odwoła mnie z tego świata – ciało moje pogrzebać w zwykłym grobie w rodzinnej parafii Koniemłoty. (...) Niech Dobry Bóg będzie mi Miłosierny. Godzinę swej śmierci polecam Najświętszej Maryi Matce Miłosierdzia. Zostańcie z Bogiem. Z serca Wam błogosławię. Amen.

Ciało księdza zostało złożone – zgodnie z jego wolą – w rodzinnym grobie na cmentarzu parafialnym w Koniemłotach.

## Postępowania wyjaśniające przyczyny śmierci
Naturalna przyczyna jego śmierci była później wielokrotnie kwestionowana. Komitet Obrony Robotników domagał się podania prawdziwych okoliczności jego zgonu oraz ustalenia nazwisk ewentualnych sprawców znęcania się nad nim. W 1980 Zarząd NSZZ „Solidarność” Ziemi Radomskiej wystąpił z żądaniem dokładnego zbadania przyczyn jego śmierci i uczynił z tego jeden z głównych postulatów w czasie rozmów z władzami. W październiku 1981 z inicjatywy Jacka Jerza własne śledztwo rozpoczęła radomska Konfederacja Polski Niepodległej, w trakcie którego jej działacze zbierali dowody, m.in. przesłuchując personel medyczny oraz lekarzy, którzy uczestniczyli w jego sekcji zwłok. Jesienią 1981 wszczęto śledztwo, ale nie wniosło ono nic nowego i zakończyło się umorzeniem. Podobnie było w 1990, kiedy Prokuratura Wojewódzka w Radomiu po raz drugi próbowała ustalić okoliczności jego śmierci, ale i to postępowanie zostało również umorzone.
Instytut Pamięci Narodowej również starał się ustalić prawdziwe przyczyny jego śmierci, prowadząc przez swoich prokuratorów z pionu śledczego postępowanie w sprawie funkcjonowania grupy „D” Służby Bezpieczeństwa, struktury odpowiedzialnej za najdrastyczniejsze szykany przeciwko księżom w czasach PRL, w tym i skrytobójcze morderstwa. Ustalenia prokuratorów w 2013 nie pozwoliły wznowić umorzonych wcześniej postępowań.

## Proces beatyfikacyjny
W 2004 biskup sandomierski Andrzej Dzięga powołał Ośrodek Dokumentacji Życia i Działalności Księdza Romana Kotlarza, który gromadzi materiały i dokumenty potrzebne do ewentualnej jego beatyfikacji.
Pamięć o jego śmierci, porównywanej z męczeńską śmiercią bł. ks. Jerzego Popiełuszki i przekonanie osób duchownych i świeckich o jego świątobliwości życia była powodem starań o wyniesienie go na ołtarze. Biskup radomski Henryk Tomasik stosownym pismem z 23 maja 2018 zwrócił się do Konferencji Episkopatu Polski o opinię w sprawie rozpoczęcia procesu jego beatyfikacji. Po wyrażeniu zgody 18 czerwca tegoż roku, skierowano prośbę do Kongregacji Spraw Kanonizacyjnych w Rzymie o możliwość rozpoczęcia tego procesu. 26 października Stolica Apostolska udzieliła zgody, wydając dekret tzw. Nihil obstat, co było powodem rozpoczęcia 1 grudnia 2018 w katedrze radomskiej, podczas uroczystej mszy świętej pod przewodnictwem abp. Wacława Depo procesu jego beatyfikacji. Odtąd przysługuje mu tytuł Sługi Bożego. Postulatorem diecezjalnym procesu został mianowany ks. Edward Poniewierski, natomiast wicepostulatorem ks. Albert Warso. Proces został ukierunkowany na wykazanie, że został on zamordowany i stał się męczennikiem. Ponadto ułożono specjalną modlitwę o uzyskanie łask za jego przyczyną.
Została powołana specjalna Komisja Historyczna, w skład której weszli:
- ks. dr Szczepan Kowalik,
- ks. dr Rafał Piekarski,
- dr Arkadiusz Kutkowski – Instytut Pamięci Narodowej.

Powołano również Trybunał beatyfikacyjny w następującym składzie:
- ks. kan. dr Marek Polak – oficjał Sądu Biskupiego w Radomiu, delegat biskupa,
- ks. prał. Marek Fituch – wicekanclerz Kurii Diecezjalnej w Radomiu, promotor sprawiedliwości,
- ks. Sławomir Szustak – sędzia Sądu Biskupiego w Radomiu, notariusz procesu,
- ks. dr Mariusz Wilk – notariusz pomocniczy.

Jednocześnie bp Henryk Tomasik zwrócił się do wiernych, którzy posiadają jakiekolwiek dokumenty (pisma, pamiątki, zdjęcia lub wiadomości), aby zechcieli je przekazać do Biura Postulacji Kurii Diecezji Radomskiej (ul. Malczewskiego 1), do dnia 31 maja 2019, celem uzupełnienia dokumentacji mogącej pomóc w procesie jego beatyfikacji.

## Upamiętnienie

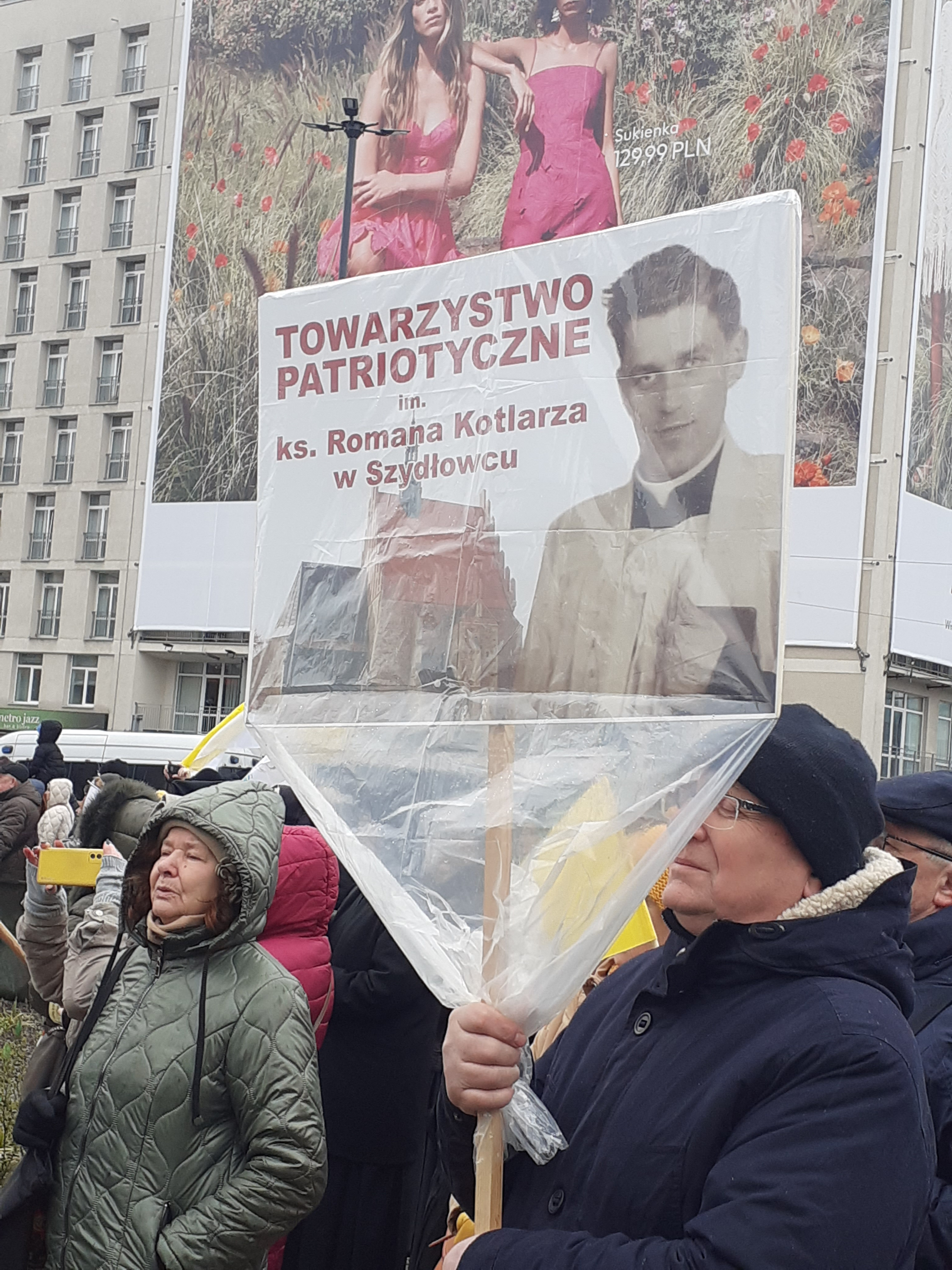
Tabliczka z wizerunkiem Romana Kotlarza niesiona w trakcie marszu papieskiego (Warszawa, 2023)

15 sierpnia 1990 prezydent RP na uchodźstwie Ryszard Kaczorowski odznaczył go Złotym Krzyżem Zasługi z Mieczami „za ofiarę życia w walce z komunistami o niepodległą Polskę”. Papież św. Jan Paweł II wspomniał o nim w homilii wygłoszonej 4 czerwca 1991 podczas mszy świętej na lotnisku wojskowym w Radomiu, podczas swojej IV pielgrzymki do Polski:

Można powiedzieć, że rok 1976 stał się wstępem do dalszych wydarzeń lat osiemdziesiątych. Kosztowały one wiele ofiar, aresztowań, upokorzeń, tortur (zwłaszcza praktykowanych pod nazwą „ścieżek zdrowia”), śmierci (między innymi jednego z sandomierskich duszpasterzy) – poprzez to wszystko torowały drogę do ludzkiego pragnienia sprawiedliwości.

W tym samym roku (1991) radni gminy Kowala przyjęli uchwałę nadającą drodze z Trablic do Pelagowa nazwę „Aleja Księdza Romana Kotlarza”. Imieniem księdza nazwany został również przykościelny plac w jego rodzinnych Koniemłotach oraz rondo przy jednym z głównych skrzyżowań w Radomiu – u zbiegu ulic: Reja, Mireckiego, gen. Okulickiego i Limanowskiego. Ponadto przy rondzie tym postawiono pomnik jemu poświęcony. W Trablicach utworzono placówkę oświatową – Punkt przedszkolny „Dziecięcy Raj” im. ks. Romana Kotlarza.
W 1997 Ośrodek Karta i Fundacja im. Stefana Batorego ogłosiły konkurs „Obywatel–władza 1956–1980”. Za najlepszą uznana została praca „Ksiądz Roman Kotlarz – obrońca wolności, prawdy i sprawiedliwości 1954–1976”, autorstwa uczniów VI LO im. Jana Kochanowskiego w Radomiu.
W latach 90. zaczęły powstawać audycje radiowe i reportaże prasowe dotyczące jego osoby. Reżyser Wojciech Maciejewski z Łodzi nakręcił w 1999 film dokumentalny poświęcony sylwetce ks. Kotlarza „...i cicho ciało spocznie w grobie”. 23 lipca 2006 w kościele św. Zygmunta w Szydłowcu odsłonięto przez jego siostrę Michalinę Kawalec i poświęcono przez bp. Zygmunta Zimowskiego tablicę pamiątkową, upamiętniającą jego posługę kapłańską w tej parafii.
9 kwietnia 2009 prezydent RP Lech Kaczyński uhonorował go Krzyżem Komandorskim z Gwiazdą Orderu Odrodzenia Polski „za działalność na rzecz wolnej Polski”. W 2021 otrzymał pośmiertnie Krzyż Wolności i Solidarności. 17 sierpnia 2014 w dawnej plebanii gdzie mieszkał, w Trablicach utworzono izbę pamięci Księdza Romana Kotlarza, w której można obejrzeć wystawę jemu poświęconą oraz wiele eksponatów związanych z jego życiem i posługą duszpasterską, a ponadto postawiono, a następnie poświęcono przez bp. Henryka Tomasika obelisk z tablicą pamiątkową, którą odsłonił jego bratanek Eugeniusz Kotlarz.
10 sierpnia 2016 Rada Gminy w Kowali podjęła uchwałę w sprawie nadania mu tytułu Honorowego Obywatela Gminy Kowala.
Powstaje film fabularny o nim w reżyserii Jacka Gwizdały „Klecha” (data produkcji 2022) z główną rolą Mirosława Baki.